# Yelahanka

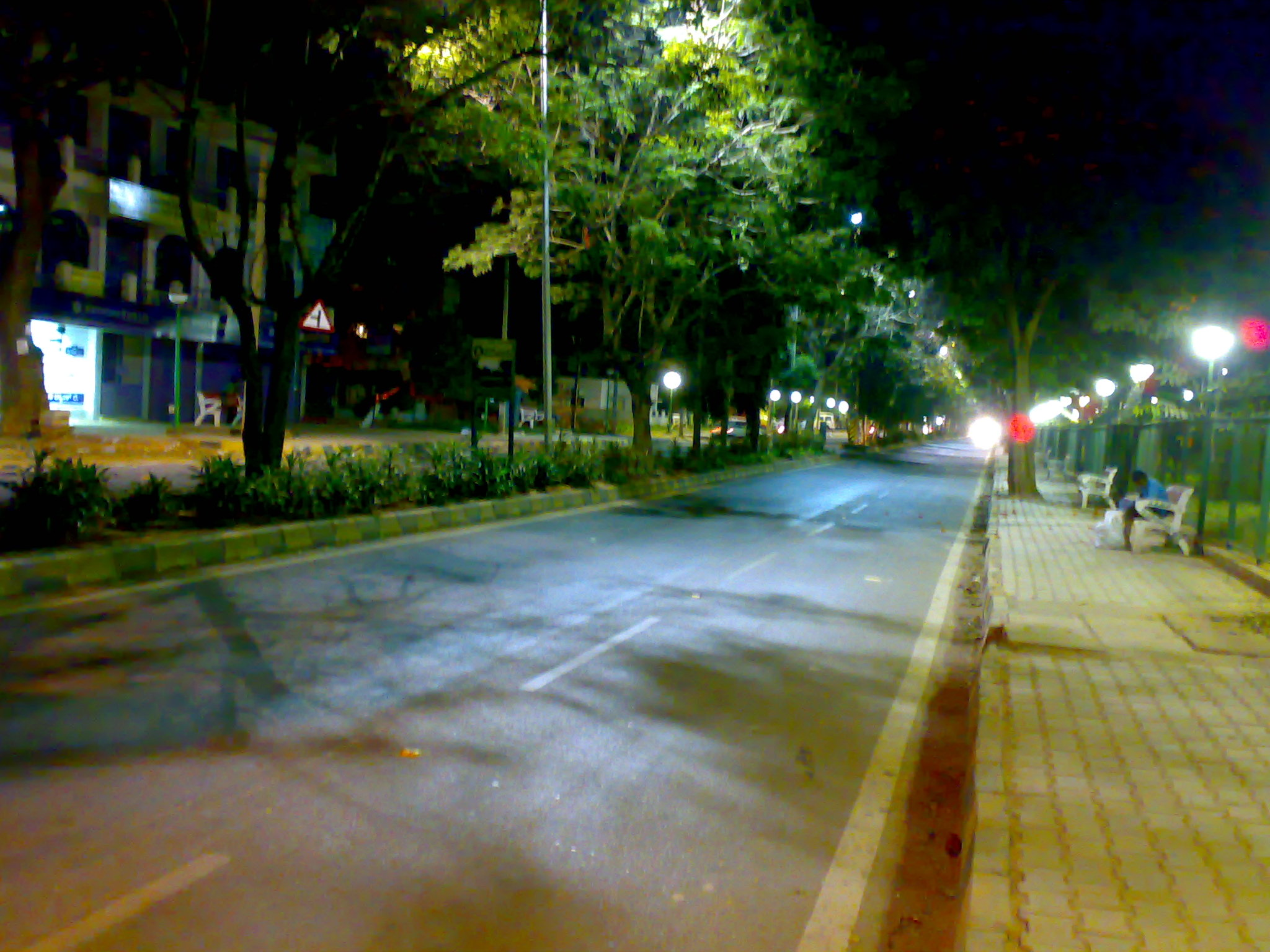
Yelahanka NewTown

Yelahanka é  um subúrbio de Bangalore no estado índiano de Karnataka e parte do Bruhat Bengaluru Mahanagara Palike.

## História
Yelahanka existia antes do século XII. A região era chamada 'Ilaipakka Naadu' em tâmil durante o governo dos Cholas. Uma placa de pedra de 1267 d.C. encontrada em Doddaballapur menciona Dechi Devarasa, governando a região com Yelahanka como sua capital sob a égide do monarca Hoysala 'Narasimha (Terceiro)'.